# Ассирійці в Ізраїлі
Ассирійці в Ізраїлі (івр. האשורים בישראל; араб. آشُورِيُّون في إسرائيل) — ассирійці, які проживають в Державі Ізраїль, загальною чисельністю приблизно 1000 осіб.

## Історія
Ассирійська присутність в Ізраїлі в основному походить від тих, хто втік від ассирійського геноциду з Тур-Абдіна в 1915 році. Багато хто знайшов притулок у тому, що було відомо як «Сирійський квартал» у Віфлеємі та зруйнованому «Сирійському кварталі» в Старому місті Єрусалиму, затиснутому між Вірменським кварталом і Єврейським кварталом у південній частині Старого міста.
Колеги, я дуже вибачаюсь за свою помилку, чомусь всім правильно виставила ТЗ, а вам неправильно написала…У тематичних тестах має бути по 15 запитань ка кожну тему
За оцінками, 65 % сирійців, які населяли Святу Землю на початку 1967 року, покинули регіон (переважно Єрусалим і Віфлеєм) у наступні роки.

## Релігія

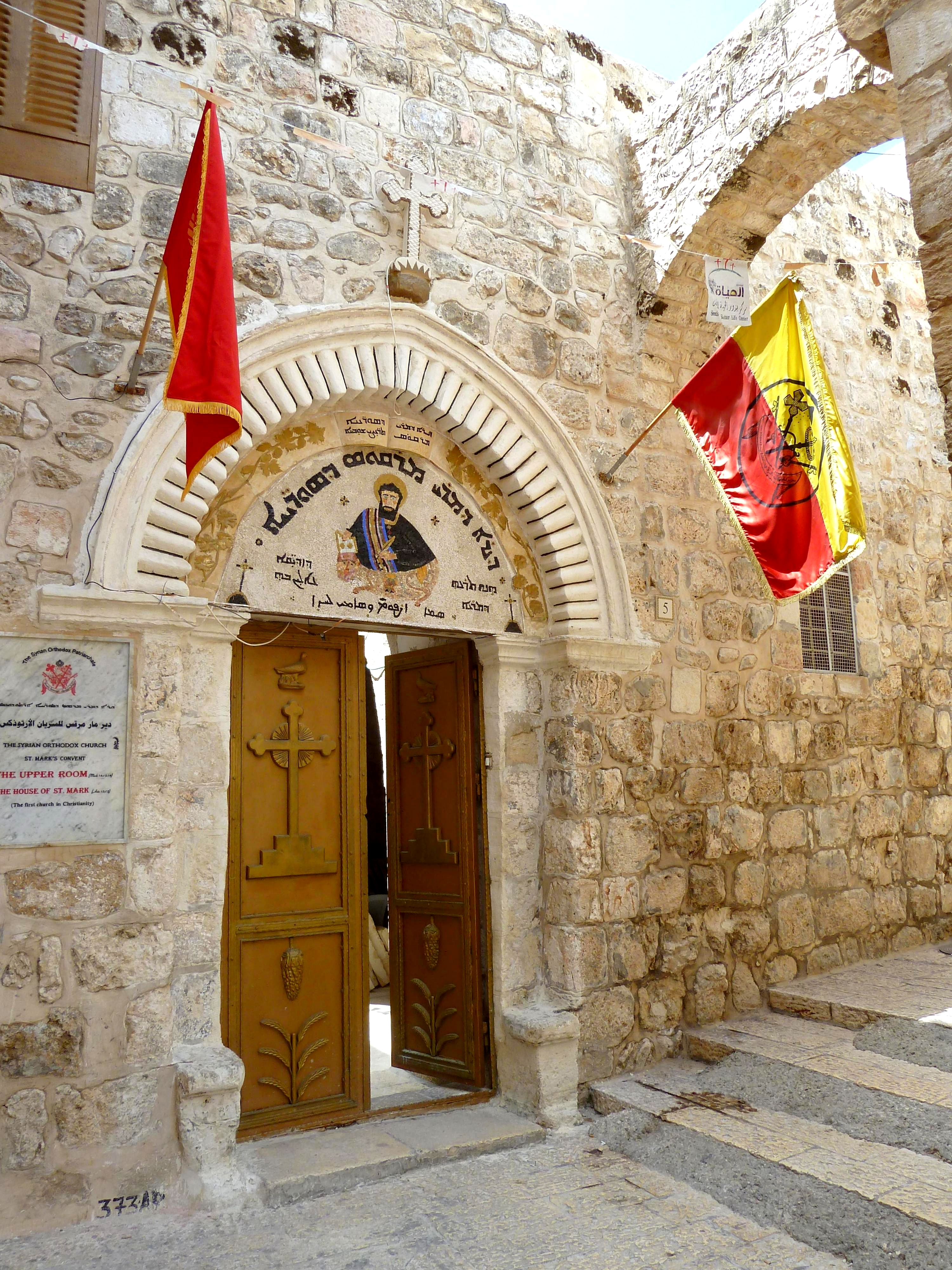
Сирійський православний монастир Святого Марка в Старому місті Єрусалиму

Ассирійці — це переважно християни східно- та західно-сирійського обряду. Більшість ассирійців в Ізраїлі є прихильниками Сирійської Православної Церкви, в той час як існує також менша громада ассирійців-католиків.

### Православні ассирійці

#### Сирійська православна церква
Сирійська православна церква є найбільшою ассирійською церквою в Ізраїлі, охопленою Архієпископством Ізраїлю, Палестини та Йорданії під духовним керівництвом і керівництвом архієпископа Габріеля Даххо.
Найвідомішим монастирем в Ізраїлі є монастир Святого Марка в Єрусалимі. Сирійська Православна Церква також має спільні права на Храм Гробу Господнього та незначні права на Гробницю Діви Марії, де вони володіють вівтарем на західній стороні святого місця.

### Ассирійці-католики

#### Сирійська католицька церква
Сирійська католицька церква має Патріарший екзархат, утворений у 1892 році і базується на церкві Святого Фоми в Єрусалимі. Станом на 2015 рік в Ізраїлі є 3 парафії з приблизно 3000 прихильниками.

#### Халдейська католицька церква
З 1903 р. Халдейську Католицьку Церкву в Єрусалимі представляє іногородній патріарший вікарій. У 1997 році Халдейська католицька церква створила територію, залежну від патріарха, яка раніше керувалася як патріарший вікаріат Єрусалиму в межах власної архиєпархії патріарха.

## Подальше читання
- Sedan, Gil. «Assyrian community speaks Aramaic, provides a warm welcome to Israelis.» Jewish Telegraphic Agency, February 27, 2003.
- Sedan, Gil. «Jews and Arabs work separately to preserve Aramaic.» Jewish Telegraphic Agency, August 30, 2002.
- Sun, John Russel. «Assyrians along with other Christians celebrated Easter in Jerusalem.» AFP, April 8, 2007.